# Брежоландия
Брежоландия (порт. Brejolândia) — муниципалитет в Бразилии, входит в штат Баия. Составная часть мезорегиона Крайний запад штата Баия. Входит в экономико-статистический микрорегион Котежипи. Население составляет 6 934 человека на 2006 год. Занимает площадь 2 247,208 км². Плотность населения — 2,6 чел./км².

## Статистика
- Валовой внутренний продукт на 2003 год составляет 31 368 996,00 реалов (данные: Бразильский институт географии и статистики).
- Валовой внутренний продукт на душу населения на 2003 год составляет 4 035,12 реалов (данные: Бразильский институт географии и статистики).
- Индекс развития человеческого потенциала на 2000 год составляет 0,634 (данные: Программа развития ООН).